# Cücük (Ağdaş)
Cücük è un comune dell'Azerbaigian situato nel distretto di Ağdaş. Conta una popolazione di 503 abitanti.